# Rodolfo il Glabro
Rodolfo il Glabro, traduzione italiana più frequente del latino Glaber Rodulfus (980/985 circa – 1046/1047), fu monaco benedettino legato a Saint-Bénigne di Digione, a Saint-Germain d'Auxerre e a Cluny. Cronista d'età medievale, è noto per aver scritto le opere Historiarum libri quinque e Vita Willelmi abbatis.

## Biografia
Alcune informazioni inerenti alla vita si possono ricavare dalle sue stesse opere, anche se sono molto generiche.
Nacque forse in Borgogna tra il 980 e il 990. Lo stesso Rodolfo racconta, usando le parole del Salmo 50, di essere stato «concepito dai miei genitori nel peccato», che potrebbe indicare il fatto che fosse illegittimo (forse figlio di un ecclesiastico) oppure potrebbe essere un riferimento al peccato originale. È come se Rodolfo creasse un fortissimo legame tra questo peccato e la sua difficile indole, una nevrosi come è stata definita, e che si può ricercare anche nelle visioni a cui è stato soggetto e di cui parla lui stesso
A dodici anni uno zio materno, monaco, lo costrinse a diventare monaco anch'egli come puer oblatus (forse a Saint-Germain d’Auxerre, dove forse avverrà anche la sua morte), ma questo non fece mutare il suo carattere: la sua difficile indole fece sì che fosse mandato in molti monasteri.
Rimasto fino a dopo il 1010 a Saint Germain d’Auxerre, venne mandato in due dipendenze di questo monastero, Saint-Léger de Champeaux (luogo di una visione del diavolo) e forse all'abbazia di Moutiers-Saint-Jean.
In seguito all'incontro con Guglielmo da Volpiano, abate del monastero, si recò a Saint-Bénigne a Digione dopo il 1015 e vi rimarrà fino al 1030 circa; per un breve periodo si trovò anche a Susa. Per quanto riguarda Saint-Bénigne, dove gli apparve nuovamente il diavolo, la sua importanza è legata al rapporto che si instaurò tra lo stesso Rodolfo e Guglielmo, di cui il primo scrisse una biografia.
Verso la fine del 1031, venne mandato al monastero di Cluny, di cui era abate Odilone, e vi rimase per un breve periodo, fino a circa al 1036. Da questo monastero il Glabro non solo, almeno in parte, è stato influenzato, ma verso esso egli ha una particolare ammirazione.
Il 1036 è l’anno in cui ritorna a Saint-Germain d’Auxerre, dove, come si è accennato, forse morirà nel 1046/1047.
L'Abbazia di Saint-Pierre di Bèze è un’altra meta di Rodolfo, nonostante gli studiosi non siano concordi sul periodo della vita in cui collocarla: per alcuni, il soggiorno sarebbe avvenuto negli anni Venti dell'XI secolo mentre, per altri, subito dopo essere stato a Cluny da cui sarebbe partito intorno al 1034-1035.
Ebbe anche dei rapporti con il monastero di Moustiers-Sainte-Marie, alle dipendenze di Saint-Germain d'Auxerre e che è ricordato anche dallo stesso Rodolfo come luogo dove ebbe la terza apparizione del diavolo. Nemmeno per il periodo che passò qui gli studiosi sono concordi: alcuni lo collocano subito dopo la partenza da Digione; per altri bisognerebbe pensare all’ultimo periodo della sua vita, vale a dire quando fu in relazione con Saint-Germain d’Auxerre.
Oltre a Saint Germain, i monasteri di Saint-Bénigne e Cluny furono assolutamente importanti per Rodolfo, soprattutto in relazione alle sue opere: è stato definito «monaco delle tre culture, quella auxerroise, quella fruttuariense [in relazione a Guglielmo da Volpiano, fondatore dell’abbazia di Fruttuaria] e quella cluniacense».
Si può accennare al fatto che si formò a Saint Germain d’Auxerre, il primo monastero in cui visse, e lui stesso parla della propria cultura: è proprio questa, come annota nel libro quinto delle Historiae, a permettergli di essere accettato nei vari monasteri, nonostante il brutto carattere. È, però, proprio quest’ultimo a dargli la possibilità di frequentare più monasteri dove, all’epoca, erano dislocati i vari libri.

## Opere

### Historiarum libri quinque
- Historiarum libri quinque: è l’opera storica redatta da Rodolfo in un periodo molto lungo della sua vita. Tratta del periodo tra l'anno 900 e l'età contemporanea all'autore.

### Vita Willelmi abbatis
- Vita Willelmi abbatis: è l’opera agiografica che Rodolfo scrisse inerente alla figura del suo maestro, Guglielmo da Volpiano.

### Edizioni e traduzioni
- G. Andenna (introd.) -D. Tuniz (trad.), Rodolfo il Glabro. Storie dell’anno Mille. I cinque libri delle Storie. Vita dell’abate Guglielmo, Milano, 1981
- N. Bulst (ed.) -J. France (ed. trans.) -P. Reynolds (trans.), Rodulfi Glabri. Historiarum libri quinque. Rodulfus Glaber. The Five Books of the Histories. Eiusdem auctoris Vita domni Willelmi abbatis. By the Same Author The Life of St William, Oxford, 1989
- G. M. Capuani-D. Tuniz (curatori), Vita di Guglielmo: protagonista dell’anno Mille, Novara, 1989
- Guglielmo Cavallo-Giovanni Orlandi (a cura di), Rodolfo il Glabro. Le cronache dell’anno mille (Storie), Collezione Scrittori greci e latini, Milano, Mondadori, 1989
- V. Gazeau-M. Goullet (ed. trad. comm.), Guillaume de Volpiano. Un réformateur en son temps (962-1031). Vita domni Willelmi de Raoul Glaber. Texte, traduction, commentaire, Caen, 2008
- A. Fontana, Rodolfo il Glabro. Storie del mille, Bergamo, 2001
- J. T. Pietro (trad. comm.), Raùl Glaber Historias del primer milenio, Madrid, 2004

### Studi
- F. Bertini, Il secolo XI, in Letteratura latina medievale (sec. VI-XV). Un manuale, a cura di C. Leonardi, Firenze 2002, pp. 175–230
- G. M. Cantarella, Appunti su Rodolfo il Glabro, «Aevum» anno 65, fasc. 2 (maggio-agosto), pp. 279–29
- G. M. Cantarella, Una nota su Rodolfo il Glabro, «Reti Medievali Rivista» IX (2008), pp. 2–4
- P. Chiesa, La letteratura latina del medioevo. Un profilo storico, Roma 2018
- G. Duby, L’anno mille, Milano 1976
- M.-C. Garand, Un manuscrit d’auteur de Raoul Glaber?, in «Scriptorium» 37 n°1 (1983), pp. 5–28
- M.-C. Garand, Deux éditions nouvelles des «Historiae» de Raoul Glaber, in «Scriptorium» 45 n°1 (1991), pp. 116–122
- G. Milanesi, Arti e spazi ordinati del monachesimo occidentale in I castelli della preghiera. Il monachesimo nel pieno medioevo (X-XII) a cura di G. M. Cantarella, Roma 2020, pp. 195–216
- S. Simone, Radulphus Glaber, in La trasmissione dei testi latini del Medioevo. Mediaeval latin texts and their transmission. Te.Tra., 4, a cura di P. Chiesa-L. Castaldi, Firenze 2012, pp. 447–450
- P. Stoppacci, Il secolo senza nome. Cultura, scuola e letteratura latina dell’anno mille e dintorni, Firenze 2020
- Mirabile